# Willibald Müller
Willibald Müller (9. března 1845 Vlčice u Jeseníku – 8. prosince 1919 Jeseník) byl německy píšící novinář, spisovatel, historik a knihovník v Olomouci.

## Život
Narodil se ve Vlčicích (německy Wildschütz) v rodině Dominika Müllera, domkáře ve Vlčicích a matky Anny, rozené Tinter.
Po ukončení obecné školy pokračoval ve studiu na piaristické škole v Bílé Vodě. Ve studiu byl podporován šlechtickou rodinou Schaffgotschů. Ve studiu pokračoval na gymnáziu v Opavě. Studoval ve Vídni v roce 1864 teologii, pak přešel v 1865 na filosofii. Během studia v Praze byl vychovatelem. Poté byl vychovatelem i v Konstantinopoli. Od roku 1873 pracoval jako novinář. V Olomouci působil nejdříve jako novinář, založil a řídil měsíčník Moravia.
Dne 2. května 1880 se ve Šternberku oženil s dvaadvacetiletou Josefou Tögelovou, dcerou statkáře (Grundbesitzer) z Lipiny (německy Lippein).
V letech 1892–1915 se stal ředitelem Univerzitní knihovny v Olomouci. Roku 1892 byl jmenován konzervátorem Centrální komise pro umění a historické památky (Conservator der Centralkommission für Kunst- und historische Denkmale).
Společností úřednické čtvrti si nechal v roce 1886 postavit vilu, která patří mezi nejstarší budovy postavené touto společností. Vilu (Dvořákova 94/3, Olomouc) projektoval Johann Aulegk jako jednopodlažní objekt na půdorysu T, ve stylu novorenesance s dřevěnými prvky. Na štítu, který byl obrácený do ulice, byl ve štuce provedený erb s monogramem WJM.
Zemřel v Jeseníku na sešlost věkem (Altersschwäche) ve věku 74 let.

## Dílo
Německy:
- Gedanken über die Leitung der Olmützer Bühne. Myšlenky o vedení olomouckého jeviště. Leykam, Štýrský Hradec, 1880.
- Das romantische Mähren. Romantická Morava. Sbírka vlastivědných bájí. Slawik, Olomouc, 1881.
- Geschichte der königlichen Hauptstadt Olmütz von den ältesten Zeiten bis zur Gegenwart. Historie královského hlavního města Olomouce od nejstarších časů do současnosti. Hölzel, Vídeň a Olomouc, 1882.
- Josef von Sonnenfels. Biografická studie z časů osvícenství v Rakousku. Braumüller, Vídeň, 1882.
- Gerhard van Swieten. Biografický příspěvek k historii osvícenství v Rakousku. Braumüller, Vídeň, 1883.
- Führer durch die Mährisch-Schlesischen Sudeten. Průvodce moravsko-slezskými Sudety. Blazek, Jeseník, 1883.
- Hans Kudlich. Pamětní spis ke čtyřicátému výročí zrušení roboty. Vlastním nákladem, Olomouc, 1888.
- Sagen und Geschichten der Stadt Olmütz. Pověsti a události města Olomouce. Hölzel, Olomouc, 1892.
- Beiträge zur Volkskunde der Deutschen in Mähren. Příspěvky k národopisu Němců na Moravě. Graeser, Vídeň, 1892.
- Johann Leopold von Hay. Životopisný příspěvek k historii josefinského církevního politika. Graeser, Vídeň, 1892.
- Olmütz im Jahre 1894. Olomouc v roce 1894. Pamětní spis u příležitosti koupě pevnostního pozemku obcí. Hölzel, Olomouc, 1894.
- Josef von Egel. Obraz života, zároveň připomínka práce městského zastupitele a starosty královského hlavního města Olomouce. Graeser, Vídeň, 1896.
- Urkundliche Beiträge zur Geschichte der mährischen Judenschaft im 17. und 18. Jahrhundert. Vlastivědné příspěvky k historii moravského židovstva v 17. a 18. století, Laurenz Kulil, Olomouc, 1903.
- Geschichte der k.k. Studienbibliothek in Olmütz nach den Bibliotheksacten; Historie c. a k. Studijní knihovny v Olomouci podle knihovních aktů. Zvláštní tisk časopisu Německého spolku pro historii Moravy a Slezska. 5. ročník, sešit 2–3. Brno, 1901.
- Um Sprache und Glauben. Eine Stadtgeschichte aus der Zeit der Hussitenkämpfe. O jazyk a víru. Městská historie z časů husitských bojů. Kulil, Olomouc, 1905.
- Der Ratsherr von Olmütz. Konšel olomoucký. Městská historie z časů Švédů. Kulil, Olomouc, 1911

Česky:
- Konšel olomoucký (překlad Eva Hudcová, Olomouc, Univerzita Palackého, 2009)
- Pověsti a události města Olomouce (překlad Jan Kubeš, Olomouc, Poznání, 2012)

V literatuře bývá jeho dílo zaměňováno s právními spisy dr. Willibalda Müllera (??-1912, předseda slezské advokátní komory).